# Sem Steijn
Sem Steijn (L'Aia, 17 novembre 2001) è un calciatore olandese, centrocampista o attaccante del Feyenoord.

## Biografia
È figlio di Maurice Steijn.

## Caratteristiche tecniche
Trequartista dal baricentro basso, tecnico e con uno spiccato senso del goal, può giocare anche da mezzala; all'occorrenza può essere impiegato come punta centrale. Il suo calciatore di riferimento è l'ex attaccante Ruud van Nistelrooij.

## Carriera

### Club

#### Gli inizi
Cresciuto nel settore giovanile dell'ADO Den Haag, il 27 giugno 2018 firma il primo contratto da professionista; viene quindi ceduto a titolo temporaneo al VVV-Venlo, dove trova come allenatore suo padre. Ha debuttato in campionato e tra i professionisti il 6 dicembre, nell'incontro perso per 4-1 contro il Feyenoord, diventando così il più giovane esordiente del club in Eredivisie. Il 23 aprile 2019 ha segnato la rete del definitivo pareggio nella partita contro l'Heerenveen terminata 2-2, entrando nella storia della squadra limburghese come il più giovane marcatore nella massima serie olandese.
L'11 giugno seguente passa in prestito all'Al-Wahda, seguendo il padre Maurice. Dopo soli tre mesi fa ritorno nei Paesi Bassi, prolungando il contratto con l'ADO Den Haag fino al 2022.

#### Twente
Dopo aver disputato un'ottima prima parte di stagione, l'8 marzo 2022 firma un triennale, valido a partire dalla stagione successiva, con il Twente. Nella stagione 2022-2023 colleziona 41 presenze, segnando 6 reti. 
La stagione dove mostra le sue qualità è proprio la successiva 2023-2024 dove in 34 presenze di campionato va a segno 17 volte. Trascina così il Twente al terzo posto in classifica centrando la qualificazione alla successiva Champions League.
Il 13 agosto 2024 segna il suo primo gol in Champions nei preliminari con il Salisburgo (3-3). In questa stagione migliora lo score della precedente, segnando in 48 presenze totali 31 reti, di cui 27 in campionato, risultando il miglior marcatore di tutta l'Eredivisie 2024-25.

#### Feyenoord
Il 1° maggio 2025 viene annunciato come nuovo acquisto dal Feyenoord, con cui sigla un contratto quadriennale con decorrenza dal 1° luglio seguente.
Segna subito all'esordio il 9 agosto 2025, da capitano contro il NAC Breda, con la specialità della casa: una splendida punizione.

## Statistiche

### Presenze e reti nei club
Statistiche aggiornate al 10 agosto 2025.
| Stagione            | Squadra             | Campionato          | Campionato | Campionato | Coppe nazionali | Coppe nazionali | Coppe nazionali | Coppe continentali | Coppe continentali | Coppe continentali | Altre coppe | Altre coppe | Altre coppe | Totale | Totale |
| Stagione            | Squadra             | Comp                | Pres       | Reti       | Comp            | Pres            | Reti            | Comp               | Pres               | Reti               | Comp        | Pres        | Reti        | Pres   | Reti   |
| ------------------- | ------------------- | ------------------- | ---------- | ---------- | --------------- | --------------- | --------------- | ------------------ | ------------------ | ------------------ | ----------- | ----------- | ----------- | ------ | ------ |
| 2018-2019           | VVV-Venlo           | ED                  | 2          | 1          | CO              | 1               | 0               | -                  | -                  | -                  | -           | -           | -           | 3      | 1      |
| giu.-ago. 2019      | Al-Wahda            | PL                  | 0          | 0          | PC+CdL          | 0               | 0               | ACL                | 0                  | 0                  | -           | -           | -           | 0      | 0      |
| 2019-2020           | ADO Den Haag        | E                   | 0          | 0          | CO              | 0               | 0               | -                  | -                  | -                  | -           | -           | -           | 0      | 0      |
| 2020-2021           | ADO Den Haag        | E                   | 0          | 0          | CO              | 0               | 0               | -                  | -                  | -                  | -           | -           | -           | 0      | 0      |
| 2021-2022           | ADO Den Haag        | ED                  | 35+6       | 15+3       | CO              | 2               | 0               | -                  | -                  | -                  | -           | -           | -           | 43     | 18     |
| Totale ADO Den Haag | Totale ADO Den Haag | Totale ADO Den Haag | 41         | 18         |                 | 2               | 0               |                    | -                  | -                  |             | -           | -           | 43     | 18     |
| 2022-2023           | Twente              | E                   | 27+4       | 6+0        | CO              | 2               | 0               | UECL               | 4                  | 0                  | -           | -           | -           | 37     | 6      |
| 2023-2024           | Twente              | E                   | 34         | 17         | CO              | 1               | 0               | UECL               | 4                  | 2                  | -           | -           | -           | 39     | 19     |
| 2024-2025           | Twente              | E                   | 33+2       | 24+3       | CO              | 2               | 1               | UCL+UEL            | 2+9                | 1+2                | -           | -           | -           | 48     | 31     |
| Totale Twente       | Totale Twente       | Totale Twente       | 100        | 50         |                 | 5               | 1               |                    | 19                 | 5                  |             | -           | -           | 124    | 56     |
| 2025-2026           | Feyenoord           | ED                  | 1          | 1          | CO              | -               | -               | UCL                | 1                  | 0                  | -           | -           | -           | 1      | 1      |
| Totale carriera     | Totale carriera     | Totale carriera     | 144        | 70         |                 | 8               | 1               |                    | 20                 | 5                  |             | -           | -           | 171    | 76     |

## Palmarès

### Individuale
- Capocannoniere del Campionato olandese: 1

2024-2025  (27 reti)